# Bromometan
Bromometan, bromek metylu, CH
3Br – organiczny związek chemiczny z grupy halogenków alkilu, monobromowa pochodna metanu.

## Właściwości
Bromometan jest dobrze rozpuszczalny w tłuszczach.

## Zastosowanie
Wykorzystywany jako insektycyd, w procesie dezynfekcji niektórych produktów spożywczych, takich jak:
- ziarna zbóż,
- przetwory zbożowe (mąka, pieczywo),
- suszone owoce,
- warzywa.

Stosowany w połączeniu z innymi środkami, takimi jak tetrachlorometan (CCl
4) oraz dwusiarczek węgla (CS
2).

### Dawkowanie
Stosowany w dawkach 10–80 g/m³, przy czasie ekspozycji 4–72 godzin oraz czasie wietrzenia 10–80 godzin. Ze względu na toksyczność zabieg powinien być wykonywany przez uprawnionych i przeszkolonych specjalistów.